# Adrien Michaud
Pour les articles homonymes, voir Michaud.
Adrien Michaud est un athlète français né le 9 août 1983 à Évian-les-Bains, spécialiste du trail.
Il remporte la médaille de bronze collective aux Championnats du monde de trail 2018 à Penyagolosa en Espagne.